# Portrait d'homme (Bellini, Louvre)
Le Portrait d'homme est une peinture à l'huile sur panneau réalisée par Giovanni Bellini, vers 1500. 
Le tableau se trouve aujourd'hui au musée du Louvre à Paris, à qui il avait été donné par le comte Albert de Vandeul en 1902.
Il fait partie de ces petits portraits de trois-quarts peints par Bellini dans les années 1490-1500, avec un fond de ciel bleu.
L' absence de balustrade allonge la figure.